# Anaspella desertifera
Anaspella desertifera es una especie de coleóptero de la familia Scraptiidae.

## Distribución geográfica
Habita en Argelia.